# أيام ضائعة (مسلسل)
أيام ضائعة هو مسلسل عراقي عرض في 1980.

## طاقم العمل
- عيسى البيرم
- عبد المجيد مجذوب
- هاشم السامرائي
- قائد النعماني
- رضية فياض
- جلال كامل
- يعقوب الأمين
- هند كامل
- باهرة رفعت
- سليمة خضير
- صادق الأطرقجي
- نبيل كوني